# فرانتس زایتس سینیور
فرانتس زایتس سینیور (آلمانی: Franz Seitz Sr.; ۱۴ آوریل ۱۸۸۷ – ۷ مارس ۱۹۵۲) کارگردان فیلم و فیلم‌نامه‌نویس اهل آلمان بود.